# Abakpa
El pueblo abakpa se concentra en el estado de Nasarawa, en la región central de Nigeria. También tiene pequeñas comunidades en el estado de Benue. Pertenecen a la comunidad etnolingüística de los ejagham junto con los apapá, ekoi, kwa, qua, aqua y keaka.
Su modo de vida tradicional se basó en la agricultura de subsistencia y la ganadería.
La presencia de esclavos abakpa en Cuba estuvo relacionada con la sociedad secreta Abakuá, cuyo nombre es una versión criolla de la palabra abakpa.